# Wilhelm Bluhm (SS-Mitglied)
Wilhelm Bluhm (* 3. Januar 1899 in Berlin; † 22. Juli 1943 in der Sowjetunion) war ein deutscher SS-Angehöriger und Polizeibeamter. Im nationalsozialistischen Deutschen Reich war er zunächst Leiter der Staatspolizeistelle Weimar, später Führer des Sonderkommandos 7c der Einsatzgruppe B in der UdSSR.

## Leben
Bluhm wurde als Kriminalrat der Staatspolizeistelle Frankfurt am Main 1935 für den Regionalbezirk Wiesbaden eingesetzt. Im Rang eines SS-Sturmbannführers und Kriminaldirektors war er anschließend bei der Stapostelle in Dortmund tätig. Er trat der NSDAP bei (Mitgliedsnummer 7.426.224).
Am 8. November 1940 wurde er zum Kommandeur der Sicherheitspolizei und des SD Radom ins Generalgouvernement abgeordnet. Am 1. März 1941 kehrte er nach Deutschland zurück, wo er bei der Stapostelle Weimar eingesetzt wurde. Hier vertrat er 1941/42 den Dienststellenleiter SS-Obersturmbannführer und Oberregierungsrat Gustav vom Felde, leitete die Abteilung II (Allgemeine politische Angelegenheiten) und war zugleich Leiter der Gesamtexekutive. Bluhm wurde schließlich zum Leiter der Stapostelle Weimar ernannt, jedoch ab dem 25. Februar 1942 zum SS- und Polizeistandortführer nach Winniza in der Ukraine abgeordnet.
Im Spätherbst 1942 übernahm er von SS-Hauptsturmführer Rudolf Schmücker die Führung des Sonderkommandos 7c (Vorkommando Moskau) der Einsatzgruppe B bis zu seinem Ableben im Juli 1943.